# Virus de l'encefalitis japonesa
El virus de l'encefalitis japonesa (VEJ) és un virus RNA esfèric d'uns 40 nm de diàmetre amb una coberta externa que té projeccions irregulars de glicoproteïna E; el qual forma part del gènere Flavivirus, pertanyent a la familia Flaviviridae i és causant d'encefalitis principalment en cavalls i en humans. També afecta els porcs, en els quals provoca avortaments i naixements de cries mortes o malformades. El seu genoma està format per uns 11.000 nucleòtids, encara que el nombre exacte varia lleugerament segons la soca viral. El principal vector del VEJ és un mosquit culícid, Culex tritaeniorhynchus, amb independència de les seves variants poblacionals; encara que altres espècies del mateix gènere de mosquits i del gènere Aedes també poden transmetre el virus. L'encefalitis per VEJ es troba a àmplies zones d'Àsia i a la zona del Pacífic occidental.

## Etiologia
Es tracta d'un Arbovirus del gènere Flavivirus i de la família Flaviviridae. S'ha identificat només un serotip del VEJ però dos subtipus de virus (Nakayama i JaGar-01), tot i que s'han identificat diferències antigèniques i genètiques entre soques d'aquest agent mitjançant proves com la fixació del complement, la inhibició de l'hemaglutinació o proves de neutralització utilitzant anticossos monoclonals. Biomolecularment, ara per ara es coneixen cinc genotips del virus.
Forma part del serocomplex (grup antigènic) de l'encefalitis equina veneçolana juntament amb altres virus zoonòtics importants com el virus de l'encefalitis de St. Louis, el virus de l'encefalitis de la Vall de Murray i el virus del Nil occidental (introduït als EUA a finals dels 90 i que és endèmic en aus silvestres i mosquits natius). El virus causant de l'encefalitis japonesa no persisteix fora de l'hoste viu, però pot mantenir-se en els mosquits, rèptils, amfibis i ratpenats quan aquests hivernen.

## Espècies afectades
El virus de l'encefalitis japonesa afecta principalment a l'espècie humana, a porcs i a cavalls. Poden infectar-se també animals domèstics (gos, gat, vaca, ovella, cabra), rèptils, amfibis i aus. S'han descrit infeccions letals pel JEV en foques d'un aquàrium xinés. Les aus i els porcs representen els hostes de manteniment més importants. Existeixen vacunes veterinàries pel bestiar porcí i equí.

### Malaltia en el bestiar porcí

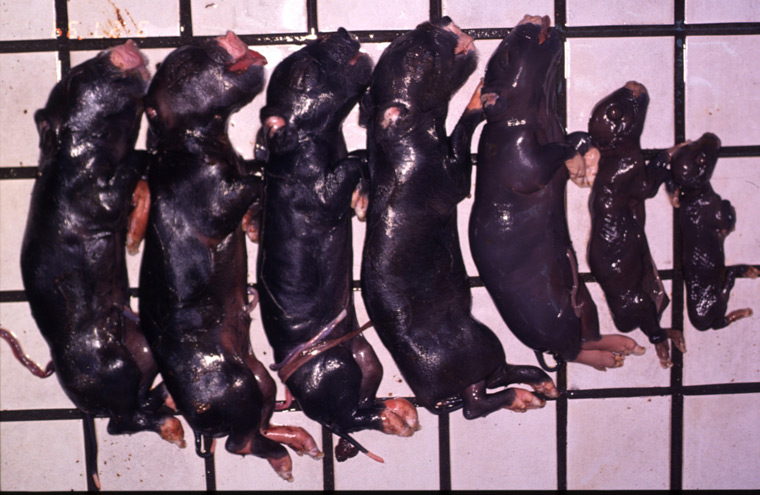
5 porcs nascuts morts i 2 més petits momificats, a causa d'una truja afectada per VEJ

La infecció en el porc produeix grans pèrdues econòmiques a causa de l'alta taxa d'avortaments i morts neonatals.
Durant l'epidèmia de 1947-1949, al Japó, es va arribar a registrar una taxa de 50-70% de mortalitat neonatal i avortaments en bestiar porcí.
Els parts de les truges solen contenir major nombre de morts nascuts, també fetus momificats o amb hidrocefàlia, amb simptomatologia nerviosa i normals.
Els animals adults infectats amb prou feines mostren símptomes, de vegades només un període febril; les truges, però, si tenen una infecció severa pot portar-les a la infertilitat.
Els mascles presenten una disminució en el nombre i motilitat dels espermatozous. S'ha observat en ells edema testicular i infertilitat temporal. La majoria de porcs infectats tornen a la normalitat perquè les partícules víriques (i per tant el virus) poden eliminar-se pel semen.

### Malaltia en el bestiar equí
La letalitat en equins pot arribar al 25%. La infecció equina pot cursar seguint tres patrons diferents: transitori, letàrgic i hiperexcitable.
Entre 1948-1967 la morbiditat en aquests animals va ser d'un 44,8/100.000 a Àsia, mentre que en la gran epidèmia del 1948 del Japó la mortalitat va ascendir a un 337,1/100.000. Després de l'ús de pesticides i la reducció del nombre de cavalls, la malaltia pràcticament ha desaparegut al Japó.
Entre els signes generals que presenta aquesta malaltia, cal destacar en aquest cas l'avortament i la mort neonatal. 

### Malaltia en el bestiar boví, caprí i oví
La morbiditat en aquests animals és baixa.

## Distribució

### Distribució geogràfica

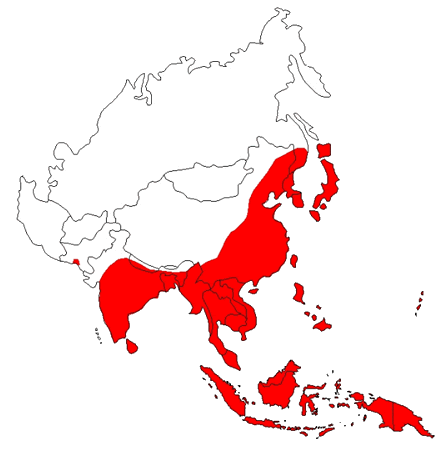
Distribució geogràfica de l'encefalitis japonesa

És endèmica en 24 països del Pacífic Occidental i d'Àsia Sud-oriental. A principis del segle xx la malaltia es va concentrar en zones temperades d'Àsia (Japó, península de Corea, Taiwan i Xina), però actualment es troba en diferents zones de l'Àsia temperada i tropical, amb major prevalença a Índia, Nepal, Xina, Sri Lanka, Filipines i Tailàndia. S'ha propagat també al nord d'Austràlia, Vietnam, Cambodja, Laos, Papua Nova Guinea, Indonèsia, Guam, Bangladesh Myanmar i Pakistan. A moltes d'aquestes regions és l'encefalitis vírica més important i amb l'índex de mortalitat més alt.
D'altra banda, la malaltia també es troba en zones rurals i periurbanes on les persones estan properes i poden contactar amb mosquits Culex spp. infectats. L'augment de la criança domèstica de porcs sense cap control sanitari dins d'àrees urbanes amb una forta expansió poblacional, motivat per la necessitat d'aconseguir menjar d'un cost baix a països en desenvolupament i escasses infraestructures, és un factor que incrementa el risc de transmissió urbana als tròpics i les possibilitats d'emergència del virus fora d'Àsia. El canvi climàtic i l'ampliació del flux internacional de mercaderies i persones són elements a tenir en compte a l'hora d'avaluar aquest darrer supòsit.
L'anàlisi molecular de mosquits recollits al nord d'Itàlia entre 2010 i 2011 va posar de manifest la presència en una població de Culex pipiens d'ARN viral idèntic al de les soques de VEJ existents en els ratpenats xinesos. Experimentalment, s'ha comprovat que els Aedes albopictus and Culex pipiens europeus són vectors competents per transmetre els genotips III i V del VEJ.

### Distribució per edat
Pot afectar persones de qualsevol edat centrant-se principalment en nens de 3 a 6 anys. Als països on la malaltia és endèmica, la taxa de mortalitat es redueix a causa que gran part dels adults estan immunitzats naturalment en haver patit la infecció durant la infància. 

### Distribució estacional
En gran part de la zona temperada d'Àsia el virus de l'encefalitis japonesa es transmet essencialment a l'estiu. En conseqüència, és en aquesta època quan es produeixen les grans epidèmies.
A les regions tropicals i subtropicals la transmissió pot donar-se durant tot l'any; a les zones d'arrossars la transmissió es dona en els períodes previs a la collita. 
En l'època de pluges augmenta la població de vectors, intensificant d'aquesta manera la transmissió. 

### Distribució temporal
Cada 2-15 anys es produeixen els principals brots d'encefalitis japonesa a les zones amb més prevalença. 
La incidència anual de la malaltia varia segons els països i les zones, però de mitjana és de 1:1000 habitants; en casos d'epidèmia la incidència arriba a augmentar fins a 1:25. En tot el món es detecten 68.000 casos d'encefalitis japonesa a l'any. 
Segons un informe del Butlletí de l'OMS d'octubre de 2011, es produeixen 20.400 morts a l'any provocats per aquesta malaltia, ja que té una alta taxa de mortalitat (20-30%). 

## Transmissió i període d'incubació

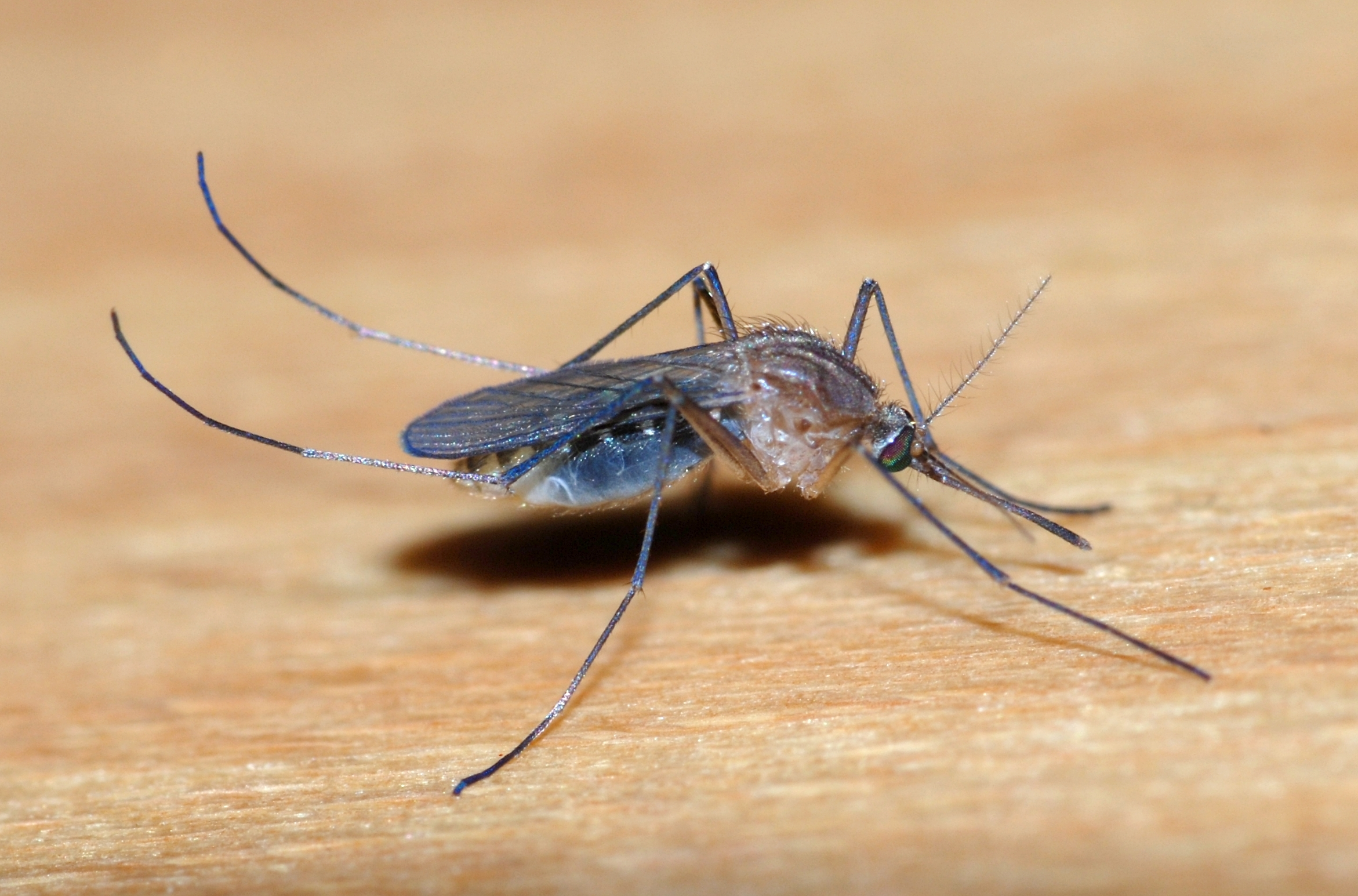
Culex pipiens, un tipus de culícid vector del VEJ

Els principals vectors de la malaltia són culícids dels gèneres Culex i Aedes. Aquests queden infectats després d'alimentar-se de la sang d'algun dels reservoris del virus, com ara els porcs, determinades espècies de ratpenats i algunes aus. Els garrins infectats són un reservori molt important del virus, ja que quan perden la immunitat calostral desenvolupen una virèmia subclínica molt intensa  i poden infectar a un gran nombre de vectors. Els porcs adults també poden eliminar el virus pel semen, fet que implica una possible transmissió venèria; una característica que es va comprovar en inseminar dues truges joves amb semen d'un porc infectat, les quals després presentaren febre i infertilitat. A més, l'àmplia i estreta proximitat dels ànecs domèstics i els humans als països asiàtics suggereix el fet que aquests animals podrien ser hostes secundaris rellevants, amb un impacte possiblement similar al dels porcs en la disseminació dels diferents genotips del virus, segons indiquen estudis experimentals.
En el cas que el vector invertebrat infecti a èquids o humans, aquests no experimentaran una virèmia suficient i el virus no es transmetrà. Per això s'anomenen hostes accidentals o de carreró sense sortida. Si un culícid infectat pica a un bòvid, aquest esdevé infectat però no desenvolupa la malaltia i tampoc la virèmia.
El risc de transmissió d'aquesta malaltia augmenta a l'estiu, sobretot a les zones càlides d'Àsia, així com als arrossars, zones rurals i periurbanes que es troben en contacte amb els reservoris vertebrats i amb els vectors de la malaltia. Conèixer les espècies de mosquits d'un lloc en particular responsables de la transmissió del virus és molt important, ja que el comportament de cadascuna d'elles és diferent i les intervencions dirigides a disminuir el nombre de C. tritaeniorhynchus no sempre són aplicables en determinades àrees. Durant l'hivern el virus es pot mantenir en els vectors, sobretot en els ous de mosquit, gràcies a la seva capacitat de transmissió transestadial i transovàrica i sobrevivint en els ratpenats o altres hostes homeoterms.
El JEV es pot adquirir també per inoculació accidental parenteral o a través d'una transfusió de sang.
El període d'incubació, és a dir, el temps que passa des que s'ha produït la infecció fins que apareixen els símptomes, oscil·la entre 4 i 16 dies. A partir d'aquest temps podem entreveure els signes de la infecció.
En cavalls, aquest període es troba entre 8 i 10 dies. En porcs infectats de forma experimental, en canvi, a les 24 hores ja es pot apreciar un augment de la temperatura i de la virèmia.

## Patogènia i lesions
La majoria de les infeccions del virus de l'encefalitis japonesa són lleus i els individus només presenten febre i cefalea transitòries, o poden ser asimptomàtiques. Ara bé, aproximadament una de cada 250 infeccions pot arribar a convertir-se en una malaltia greu amb simptomatologia com ara febre elevada, cefalea, rigidesa nucal, desorientació, reflexos exaltats, paràlisi espàstica, pèrdua del nivell de consciència, coma i mort. Rares vegades, la infecció pel VEJ es manifesta de forma sobtada amb una trombosi del si venós cerebral. La taxa de letalitat pot arribar al 30% en les persones que presenten signes evidents d'encefalitis. Aquesta variabilitat en el curs de les infeccions pel VEJ implica que, a banda de la predilecció del virus per les cèl·lules cerebrals, altres factors influeixen en la gravetat del procés, com ara l'edat i les diferències en el funcionament de la immunitat cel·lular dels subjectes infectats. Estudis in vitro indiquen que el virus infecta preferentment cèl·lules glials i cèl·lules precursores neurals i no neurones. Experiments en organoids demostren que les cèl·lules més afectades són els astròcits i les cèl·lules glials corticals externes del cervell en desenvolupament. L'entrada del VEJ dins del teixit nerviós es produeix gràcies a la seva glicoproteïna E de superfície, la qual lliga els virions i les cèl·lules a infectar i fa possible el posterior alliberament del genoma viral en el citoplasma d'aquestes. El mecanisme patogènic fonamental del VEJ és la inducció d'una resposta inflamatòria incontrolada en el SNC, en la qual l'activació microglial i els monòcits tenen un paper important.
S'ha descrit la coinfecció per VEJ i el bacteri Burkholderia pseudomallei, germen causal de la melioïdosi (una malaltia infecciosa semblant al borm que afecta els animals i les persones, provocant pneumònies greus, abscessos cutanis i ocasionalment sèpsia), i es creu possible l'existència d'alguna interacció entre els dos microorganismes. La concurrència d'encefalitis japonesa i neurocisticercosi no és infreqüent, fet que s'atribueix a un efecte sinèrgic provocat pels els cisticercs que facilita l'entrada del virus al cervell.
Encara que els individus es recuperin de la malaltia, entre un 20 i un 30% d'ells presenten seqüeles com problemes mentals, de comportament o neurològics. Alguns estudis que inclouen conjuntament malalts adults i pediàtrics indiquen percentatges encara més alts.

## Tractament, prevenció i control
No existeix cap cura antivírica dirigida a pacients amb encefalitis japonesa. El tractament es basa únicament en l'alleujament dels símptomes greus i en donar suport al pacient perquè superi la infecció, per aquest motiu el Program for Appropriate Technology in Health (PATH) ha desenvolupat un seguit de directrius clíniques. El fet que no hi hagi cura, fa que la prevenció i el control siguin dos pilars molt importants per a evitar la malaltia.
Existeixen vacunes segures i eficaces per a prevenir la malaltia i en l'actualitat s'utilitzen principalment quatre tipus: vacunes inactivades derivades de l'encèfal de ratolí, vacunes inactivades derivades de cultius de cèl·lules Vero, vacunes vives atenuades, i vacunes vives recombinants.
Tradicionalment, les vacunes més utilitzades eren un producte inactivat purificat que s'elaborava a partir de les soques Nakayama o Beijing propagades en el teixit encefàlic de ratolins. Aquestes encara es produeixen i s'usen en alguns països.
En els últims anys, als països en els que la malaltia és endèmica, la vacuna viva atenuada SA14-14-2 (fabricada a la Xina i precalificada com a tal l'octubre de 2013 per l'OMS) és la més utilitzada. Al novembre de 2013, l'Aliança Mundial per a Vacunes i Immunització va habilitar mecanismes de finançament per a donar suport a les campanyes de vacunació en països que reunien els requisits. Avui dia, existeixen quatre vacunes comercialitzades: l'esmentada SA14-14-2, JE-VAX, ChimeriVax-JE i IC51, totes elles basades en el genotip III del virus. La vacuna IC51 (IXIARO®) té una gran eficàcia i destaca pel seu bon perfil de tolerabilitat en nens, adults i ancians.
L'alletament no és una contraindicació per vacunar les mares en risc d'adquirir el VEJ. Els lactants han de ser vacunats seguint les pautes rutinàries recomanades.
L'OMS recomana mesures estrictes de prevenció i control, entre elles la immunització, i el reforçament dels mecanismes de vigilància i notificació en totes les regions en les quals la malaltia constitueix una prioritat de salut pública. Encara que el nombre de casos sigui baix, s'ha de procedir a la vacunació en tots els entorns que siguin adequats per a la transmissió del virus. L'any 2016, 22 dels 24 (un 92%) països amb presència del VEJ mantenien sistemes de vigilància, mentre que quatre anys abans només existien en un 75% d'ells. Dit any, la meitat d'aquests països desenvolupava programes d'immunització. Alguns implementats a nivell nacional, altres a nivell regional incloent totes les zones de risc i bastants a nivell local però sense incloure moltes zones de risc elevat.
Per aquest motiu tots els viatgers que visitin zones on l'encefalitis japonesa està present haurien de vacunar-se i a més, prendre precaucions per evitar les picades de mosquits (usant repel·lents, roba de màniga llarga, vaporitzadors...) i així reduir el risc d'infecció. La administració de les dues dosis preceptives de la vacuna una setmana abans del viatge (dies 0 i 7) proporciona una protecció del 99%. Aquells que reben només una dosi desenvolupen una resposta immunològica subòptima i no poden considerar-se protegits.
El VEJ és sensible a les solucions d'etanol al 70%, de glutaraldehid al 2%, de formol al 3-8 %, d'hipoclorit de sodi a l'1%, a la povidona iodada o altres preparats fenòlics amb iode i als solvents/detergents orgànics. També és sensible a la radiació ultraviolada i als raigs gamma. El 50% dels virus s'inactiven a 50º durant deu minuts i el 100% a 56º durant 30 minuts.
Treballs amb murins efectuats per científics xinesos indiquen que solucions d'ouabaïna i de digoxina, provinents de substàncies d'origen natural, tenen un efecte protector davant la infecció pel VEJ. L'ouabaïna en especial redueix de forma significativa la morbiditat i la mortalitat dels ratolins infectats, fet que podria obrir la porta al desenvolupament de nous fàrmacs contra el virus basats en aquest glicòsid. Una avaluació feta també amb ratolins per determinar l'eficàcia contra el JEV de diversos medicaments ja comercialitzats ha comprovat que el bortezomib (un inhibidor específic del proteasoma) produeix una millora significativa dels canvis clínics i histopatològics en els animals sotmesos als experiments.

## Diagnòstic
El diagnòstic definitiu s'ha de fer unint el diagnòstic clínic amb el serològic o analític. Es realitza recollint mostres del cervell humà, d'animals morts (en èquids no dona bons resultats) o de fetus porcins que es sospiti que han mort d'aquesta malaltia. L'aïllament es pot fer en embrions de pollastre, cèl·lules de ronyó de porcs o hàmsters, línies cel·lulars de mosquits o en mostres de teixits de ratolins d'entre 2 i 4 dies d'edat. El virus aïllat pot reconèixer-se mitjançant les proves característiques que el posen en evidència com l'hemaglutinació, tècniques ELISA o PCR.
En els humans el mètode d'elecció pel diagnòstic és mitjançant una prova serològica o analitzant una mostra de líquid cefalorraquidi (LCR). Les proves serològiques inclouen: neutralització del virus, inhibició de l'hemaglutinació, ELISA i immunofluorescència per detectar antígens virals. És difícil aïllar el virus en sang durant l'estadi inicial de la infecció, però s'identifica en el LCR en més d'un terç dels casos aguts.
Es poden donar reaccions creuades en zones on conviuen altres virus del serogrup de l'encefalitis japonesa. Per fer un correcte diagnòstic i evitar errors, s'utilitzen tècniques com la neutralització del virus o es bloquegen els epítops amb ELISA i així es poden obviar les reaccions creuades.
En èquids una bona prova diagnòstica és la detecció de IgM i IgE específics en la mostra de LCR. En porcs es realitza una prova d'aglutinació en làtex per detectar anticossos del virus presents en el sèrum. S'ha desenvolupat un algoritme diagnòstic per diferenciar serològicament en pollastres i cavalls la infecció pel JEV de la produïda pel virus del Nil Occidental.

## Zoonosi
Des que sorgí al Japó durant la dècada de 1870 el VEJ s'ha propagat intensament per tota l'Àsia i és, a hores d'ara, la causa més important d'encefalitis epidèmica a nivell global.
En zones tropicals la malaltia en humans es presenta de forma endèmica tot l'any, però en els països de clima temperat predomina en èpoques concretes com a finals d'estiu i a la tardor. La transmissió es veu accentuada en èpoques de pluges, ja que augmenta la població de vectors. El desenvolupament agrícola i el cultiu intensiu d'arròs en determinades zones, ha donat lloc a una major propagació de l'encefalitis japonesa. En el decurs dels darrers anys, el genotip I (GI) del VEJ s'ha convertir en el dominant a l'Àsia, desplaçant al genotip III (GIII). El genotip I té un temps d'incubació extrínsec (l'interval entre la penetració de d'un virus en un vector i el moment en què aquest és capaç de contagiar-lo) més curt, fet que incrementa la seva transmissibilitat zoonòtica i afavoreix l'aparició d'epidèmies. Les soques del GI es divideixen en dos clades: GI-a i GI-b. Els dos s'originaren a les regions endèmiques del Sud-est asiàtic, però tenen patrons de dispersió i característiques epidemiològiques diferents. Les soques GI-a foren aïllades primer a Tailàndia i Cambodja i després a Austràlia. Contrastant amb la limitada distribució geogràfica del clade GI-a, les soques del clade GI-b s'han dispersar ràpidament per la majoria dels països de l'Àsia oriental, sent les responsables del desplaçament abans esmentat de les soques GIII.
S'ha detectat la presència del VEJ en mosquits de regions asiàtiques de gran altitud (>3.100 m) considerades fins ara lliures d'ell per les seves especials condicions climàtiques i escassa població de bestiar porcí.
La malaltia té major prevalença en zones rurals i periurbanes on les persones tenen més risc degut a la proximitat amb els vectors de la malaltia, tot i que la vacunació, canvis en les pràctiques agrícoles i millores en el nivell de vida poden reduir en gran manera la incidència de la malaltia en humans.
La major part de les infeccions que es donen en humans són asimptomàtiques, donant només signes clínics en una relació aproximada d'1 de cada 200 persones. Aquestes presenten les característiques pròpies de l'encefalitis japonesa (comentat a l'apartat de patogènia i lesions), encara que en algunes persones es poden donar fins i tot nivells de consciència reduïda que, en casos greus, poden evolucionar cap a un estat de coma.
En àrees on el virus està present acostuma a afectar més a nens petits perquè les persones grans ja han estat en conctacte prèviament amb la malaltia i presenten immunitat enfront aquesta.
Mitjançant mesures preventives com l'ús de repel·lents i insecticides, roba de màniga llarga i pantaló per protegir de les picades es pot reduir el risc de transmissió, així com fent algunes modificacions ambientals i utilitzant vacunes preventives.